# Paralimnophila euryphaea
Paralimnophila euryphaea là một loài ruồi trong họ Limoniidae. Chúng phân bố ở miền Australasia.